# Livistona jenkinsiana
Livistona jenkinsiana är en enhjärtbladig växtart som beskrevs av William Griffiths. Livistona jenkinsiana ingår i släktet Livistona och familjen Arecaceae. Inga underarter finns listade i Catalogue of Life.